# Veniți, privighetoarea cântă
Veniți, privighetoarea cântă este un album al interpretului român Tudor Gheorghe.

## Detalii ale albumului
- Gen: Folk
- Limba: Română
- Sunet: Stereo
- Înregistrat: Studio
- Durată album:
- Casa de discuri: Electrecord
- Data lansării albumului: 1980

## Lista pieselor
- 01 - A1 - în arcane de pădure [2:43]
- 02 - A2 - Rondelul orașului [1:10]
- 03 - A3 - Rondelul meu  [1:36]
- 04 - A4 - Rondelul rozelor ce mor [1:58]
- 05 - A5 - Rondelul rozelor de azi și de ieri 1:28
- 06 - A6 - Psalmi moderni [2:27]
- 07 - A7 - Excelsior [2:02]
- 08 - A8 - În arhanghel [2:17]
- 09 - A9 - La visul profan  [3:03}
- 10 - B1 - Se duce  [1:28]
- 11 - B2 - Cântec  [1:58]
- 12 - B3 - Stuful de liliac   [2:06]
- 13 - B4 - Noapte de mai [11:17]